# 鸭绿站
鸭绿站（：／ Amnok yeok */?）是位于韩国全罗南道谷城郡梧谷面鸭绿里的一座鐵路站，属于全罗线。在SBS首播的电视剧《沙漏》曾在本站取景。

## 历史
- 1936年12月16日 - 落成使用。

## 相鄰車站
韓國鐵道公社
全羅線
谷城－鴨綠－求禮口